# NGC 1853
NGC 1853 је спирална галаксија у сазвежђу Златна риба која се налази на NGC листи објеката дубоког неба.
Деклинација објекта је - 57° 23' 58" а ректасцензија 5h 12m 16,0s. Привидна величина (магнитуда) објекта NGC 1853 износи 12,9 а фотографска магнитуда 13,6. Налази се на удаљености од 26,643 милиона парсека од Сунца. NGC 1853 је још познат и под ознакама ESO 158-22, AM 0511-572, IRAS 05114-5727, PGC 16911.